# Juan Caicedo
Juan Edgardo Caicedo Vargas (Tumaco, 8 marzo 1955) è un ex calciatore colombiano, di ruolo centrocampista.

## Carriera

### Club
Ha sempre giocato nel campionato colombiano.

### Nazionale
Ha esordito con la Nazionale cubana nel 1981, collezionando 15 presenze.